# Bi Xiaoliang
Bi Xiaoliang (né le 26 décembre 1992) est un athlète chinois, spécialiste du saut en hauteur.

## Biographie
Son record est de 2,24 m, réalisé à Tianjin le 12 mai 2012. Le 7 juillet 2013, il devient champion d'Asie à Pune.

### Palmarès
| Date | Compétition         | Lieu | Résultat | Performance |
| ---- | ------------------- | ---- | -------- | ----------- |
| 2013 | Championnats d'Asie | Pune | 1er      | 2,21 m      |

### Records
| Épreuve         | Performance | Lieu    | Date        |
| --------------- | ----------- | ------- | ----------- |
| Saut en hauteur | 2,24 m      | Tianjin | 12 mai 2012 |